# Собакоголовый уж
Собакоголовый уж (лат. Cerberus rynchops) — вид змей семейства пресноводных змей.

## Внешний вид
Обычно самцы достигают длины 70 см, самки — 100 см, однако самки австралийской популяции могут достигать 120 см длины.
По основному серому или красновато-коричневому фону располагаются поперечные полосы или неправильной формы пятна. Голова покрыта мелкими щитками, чешуи тела килеватые.

## Распространение
Распространен в Индии, Индокитае, на Зондских островах и на севере Австралии.

## Размножение
О размножении этого вида известно мало. Самки рождают от 8 до 20 детенышей.